# Skarpa (Starachowice)
Skarpa – osiedle administracyjne Starachowic. Leży w centralnej części miasta, w rejonie alei Armii Krajowej i ulicy Wojska Polskiego.

## Charakterystyka zabudowy
Występuje tu niemal wyłącznie budownictwo wielorodzinne z lat 60. XX wieku.

## Infrastruktura i usługi
Mimo gęstej zabudowy i dużej liczby mieszkańców brak jest publicznych placówek oświatowych, które znajdują się w sąsiednich osiedlach. Na Skarpie działają natomiast szkoły niepubliczne oraz Zakład Doskonalenia Zawodowego (niepubliczne gimnazjum i technikum zawodowe). Znajdują się tu także: Centrum Medyczne Visus, Dzienny Dom Seniora Wigor oraz Starachowicka Spółdzielnia Mieszkaniowa ze Spółdzielczym Domem Kultury. Na terenie jednostki znajduje się plac do imprez miejskich, a okolica placu (przy uskoku skalnym) stanowi według planu miejscowego nowe centrum miasta.